# Jonathan Marc
Pour les articles homonymes, voir Marc.
Jonathan Marc, né le 12 janvier 1988 à Lannion, est un céiste français pratiquant le slalom.

## Biographie
C'est lors d'une "journée portes ouvertes" au club de canoë-kayak de Lannion que Jonathan s'initie au canoë, à l'âge de 8 ans (en 1996). Depuis ce moment, Jonathan ne lâchera jamais sa pagaie. Le Breton n'a qu'un objectif en tête : les Jeux Olympiques de 2016. 
Jonathan Marc a d'abord évolué sur le pôle espoir de Lannion dès sa première année de cadet jusqu’en junior 1 où il décroche sa première sélection en équipe de France Junior. Son premier championnat d’Europe moins de 18 ans, lui permet de décrocher son premier titre européen en équipe, ainsi qu’une 6e place en individuel.
En junior 2, il décide de quitter le domicile familial à Lannion pour intégrer le pôle France de Rennes et réaliser sa Terminale S en sport étude. Une année difficile pour concilier la préparation du baccalauréat et la saison sportive, qui s’est terminée par une non sélection en équipe de France Junior alors que Jonathan faisait partie des favoris. Il prendra sa revanche un mois plus tard, en devenant vice-champion de France Junior, comme il l’avait fait en cadet, deux ans plus tôt.
Malgré cette dernière année de junior difficile, Jonathan intègre en 2007 l’équipe de France moins de 23 ans pour sa première année chez les seniors. L’année suivante, après s’être entrainé en Australie durant 6 mois, il conserve sa sélection chez les moins de 23 ans, et décroche sa première finale en coupe du Monde sur le bassin de Tacen en Slovénie. Aux championnats d’Europe moins de 23 ans, en 2007 et 2008, il décroche la médaille de bronze par équipe.
À la rentrée 2008, le Costarmoricain intègre le pôle France de Toulouse où il effectue en parallèle un IUT techniques de commercialisation. Ce rapprochement lui permet d’être plus proche du stade d’eaux vives de Pau qui accueille les sélections équipe de France. Ce bassin lui causera des soucis sur les sélections 2009 et 2010, où il ne décrocha pas sa place en équipe de France. À noter tout de même qu’en 2009, il décroche une nouvelle place de vice-champion de France, cette fois dans la catégorie Senior derrière le triple champion Olympique, Tony Estanguet.
En 2011, Jonathan Marc réalise son retour en équipe de France moins de 23 ans, avec 2 finales en coupe du Monde. 
Lors des sélections Olympiques en 2012, le Breton réalise l’exploit de gagner la première course de sélections, alors que Tony Estanguet et Denis Gargaud étaient annoncés grands favoris. Malgré cette victoire, il termine 4e des sélections, et doit donc se contenter de participer aux 5 coupes du Monde où il terminera 12e du classement général.
C’est en 2013, que le Lannionais décrochera sa première sélection en équipe de France Senior qui se terminera par une belle médaille de bronze aux championnats du Monde par équipe, à Prague.
En 2014, il conserve sa place en équipe de France après avoir décroché une nouvelle médaille d’argent au championnat de France. Il terminera 13e du championnat du monde aux États-Unis.
L’année 2015 marque un coup d’arrêt dans sa bonne dynamique sur les courses de sélections. Il termine 5e du championnat de France et doit se contenter de la coupe du Monde de Liptovsky Mikulas pour terminer sa saison.
En parallèle, Jonathan met entre parenthèses son Master 2 Finance et Technologie de L’information pour préparer les sélections olympiques d’avril 2016.

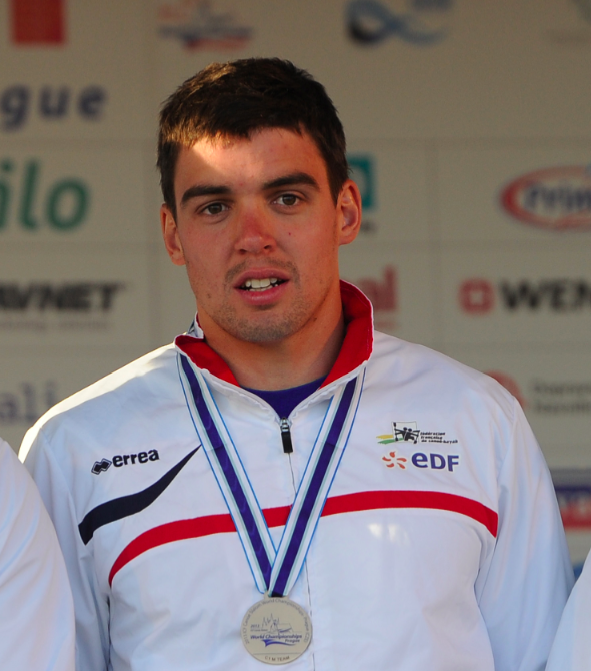
Jonathan Marc sur le podium des championnats du Monde à Prague (médaille par équipe).

### Championnats du monde
Aux Championnats du monde de slalom 2013 à Prague, Jonathan Marc remporte la médaille de bronze en canoë monoplace par équipe avec Denis Gargaud et Nicolas Peschier.
En 2014, au championnat du monde à Deep Creek aux USA : Jonathan Marc est 13e en demi-finale, à 1 seconde de la finale. En équipe avec Denis Gargaud et Thibaud Vieillard, c'est une 5e place que Jonathan donne à la France.